# Eupelmus xanthopus
Eupelmus xanthopus is een vliesvleugelig insect uit de familie Eupelmidae. De wetenschappelijke naam is voor het eerst geldig gepubliceerd in 1901 door Ashmead.